# 奧托鎮區 (伊利諾伊州坎卡基縣)
奧托鎮區（英語：Otto Township）是位於美國伊利諾伊州坎卡基縣的一個行政鎮區。

## 地方資料
根據2010年美國人口普查的數據，奧托鎮區的面積為125.70平方千米，當中陸地面積為124.90平方千米，而水域面積為0.80平方千米。當地共有人口2505人，而人口密度為每平方千米19.93人。